# Globecast
Globecast è una società di servizi per l'industria radiofonica, televisiva e dei media, che fornisce soluzioni per la gestione, l'aggregazione, la formattazione, l'elaborazione, la trasmissione e la distribuzione di media e contenuti. Questi contenuti alimentano diverse piattaforme televisive e radiofoniche: trasmissione diretta satellitare (DBS), televisione digitale terrestre (DTT), TV via cavo, IPTV, TV per schermi connessi a Internet (OTT TV), reti di digital signage, sale cinematografiche (DCP e consegna di eventi live). Globecast è un attore chiave in questo settore, in grado di soddisfare le esigenze delle prime 100 emittenti televisive del mondo.
Globecast ha una presenza consolidata in Europa, America, Asia, Africa e Medio Oriente, attraverso diciannove punti di presenza, tra cui dodici teleporti di telecomunicazione satellitari e centri operativi tecnici, tutti collegati tramite una rete di telecomunicazioni terrestri internazionali.
L'azienda è interamente di proprietà di Orange. Attualmente è guidata da Philippe Bernard (il precedente CEO era Olivier Barberot; e prima di lui Christian Pinon, Alain Baget).
Nel 2013, Globecast ha cambiato la sua identità visiva (logo) e il suo nome ha perso la C maiuscola (la scrittura precedente era GlobeCast).

## Storia
- Autunno 1996: in Francia, le attività di France Telecom nel settore della radiodiffusione sono suddivise tra due nuove entità: la Division Multimedia (DMM) e la Division des Entreprises Audiovisuelles (DEA).

La DEA è composta dalla società TDF (TéléDiffusion de France) e dalla Direction des Transmissions Audiovisuelles (DTA). DTA diventerà quindi noto come GlobeCast.
La DEA copre anche:
1-il dipartimento marketing "Audiovisuel International" (AVI) di France Telecom Réseaux & Services Internationaux (FTRSI);
2-le azioni delle seguenti società: 100% di Maxat (UK), 40% di Keystone (USA) e 20% di TIBA (Argentina);
3-i servizi della Direction des Opérations di TDF;
4-tre centri operativi di FTRSI, TDF e della Direction des réseaux Nationaux (DRN);
5-la "delega del servizio immagine", il cui scopo era la promozione del satellite Telecom 2.
- Marzo 1997: La DTA è organizzata attorno a un'entità di coordinamento internazionale (DTA Worldwide) e a tre unità operative: DTA France, Maxat e Keystone, ora completamente controllate da DEA. DTA acquista anche le attività di IDB, gestite da Keystone dal 1995.
- Aprile 1997: Le attività di "televisione aziendale" di France Câbles & Radio (filiale di France Telecom) fanno ora parte della DTA. L'intera attività commerciale è ora gestita con il marchio GlobeCast.
- Settembre 1997: GlobeCast Asia viene fondata a Singapore e diventa un nuovo ufficio vendite di Globecast per il mercato asiatico.
- Gennaio 1998: GlobeCast Italia è la nuova sede di GlobeCast per servire il mercato italiano e svizzero, grazie alla partnership con Dominique Curchod Communication.
- Febbraio 1998: La Hero Productions di Miami (USA) viene acquistata dalla Globecast. Le attività di questa filiale sono la produzione e la trasmissione televisiva. Dopo averlo unito a Keystone, il nome viene cambiato in GlobeCast North America.
- Giugno 1998: La maggioranza delle azioni di Newsforce (Sud Africa) viene acquistata da Globecast. Newsforce è ben radicata sui mercati sudafricani, con uffici in Australia e Singapore.
- Gennaio 1999: GlobeCast Spagna viene costituita in partnership con il gruppo spagnolo Mediapro.
- Marzo 2000: GlobeCast Asia lancia il suo centro di monitoraggio a tempo pieno e apre il suo call-center di prenotazione per la gestione di tutte le operazioni in Asia. Durante gli eventi dell'11 settembre 2001 a New York (USA), questa entità è al centro della scena per tutte le attività correlate per tutto il gruppo GlobeCast.
- Giugno 2002: La divisione DTA di France Telecom viene incorporata come GlobeCast France SAS e GlobeCast Holding, dando vita al gruppo GlobeCast.
- Febbraio 2003: GlobeCast India viene incorporata.
- Febbraio 2003: Mediasat (Australia), specializzata nella trasmissione televisiva satellitare, si fonde con gli uffici australiani di GlobeCast (ex Newsforce), dando vita a GlobeCast Australia. GlobeCast detiene il 50% delle azioni.
- Gennaio 2006: GlobeCast Spagna si fonde con Mediasat (sussidiaria di Mediapro), comprese le attività di Abertis Telecom nel settore broadcast, dando vita a Overon. GlobeCast ha il 12% di Overon, che diventa il suo partner spagnolo. Nel gennaio 2008, GlobeCast vende tutta la sua quota a Mediapro.
- Giugno 2008: GlobeCast Asia rafforza la sua presenza con l'acquisto di Pacific Century Matrix (Hong Kong). È il quinto ufficio e centro operativo tecnico in Asia (dopo Singapore, Nuova Delhi, Pechino, Seoul).
- Agosto 2008 : Nétia, un editore di software per l'automazione radiofonica e la gestione dei media, viene acquistato da GlobeCast, accelerando la sua transizione verso il settore della gestione dei media.
- Aprile 2010 : Lancio di GlobeCast Cinema Delivery per le sale cinematografiche in Francia. Si tratta di un servizio per la consegna di copie cinematografiche digitali alle sale cinematografiche tramite reti di telecomunicazione.
- Ottobre 2010: GlobeCast acquista da Technicolor SA un centro di "play-out" e post-produzione televisiva, situato a Singapore.
- Settembre 2012: GlobeCast rilancia la sua OTT TV (Over-the-top television) consentendo alle emittenti e agli operatori di bouquet televisivi di rivolgersi agli utenti di Internet TV multischermo in tutto il mondo.
- Settembre 2013: Globecast cambia la sua identità visiva, con un nuovo logo e una scritta senza la C maiuscola.
- Giugno 2015: Globecast Australia è diventata una consociata interamente controllata da Telstra Australia[2] e nel settembre 2015 è stata rinominata Telstra Broadcast Services.
- Gennaio 2017: la filiale di Nétia viene venduta.
- Marzo 2022: la trasmissione del segnale a RT è stata interrotta da Globecast a causa dell'invasione russa dell'Ucraina del 2022, lasciando i telespettatori della rete televisiva a valle impossibilitati a visualizzare il canale russo, in conformità con le sanzioni dell'Unione Europea contro la Russia.[3][4]
- Luglio 2022: La filiale francese Globecast Reportages viene venduta a Orange S.A. per entrare a far parte dell'entità Orange Events.

## SERTE
Il centro operativo tecnico di Globecast a Parigi (Francia), situato al 61 di rue des Archives, è stato a lungo conosciuto come SERTE. Questo nome è ancora usato a volte dai professionisti della televisione, anche al di fuori della Francia, perché è stato usato per molti anni. Questo centro tecnico è un importante nodo di routing per i feed televisivi e radiofonici. Dal 1980 è uno dei principali hub internazionali per le trasmissioni televisive e radiofoniche, sia via satellite che via terra.
L'acronimo SERTE si riferiva a: Service d'Exploitation Radio Télévision Extérieur (in inglese, Centro operativo radiotelevisivo estero).
Breve storia di SERTE:
- 1947: creazione del Centre des Liaisons Radio-Électriques - CLR
- 1962: prima trasmissione via satellite operata al CLR
- 1980: CLR diventa SERTE, il centro nazionale, poi internazionale, per le trasmissioni televisive e radiofoniche
- 1989: incorporazione nel gruppo France Télécom
- 2002: Viene incorporata GlobeCast, incluso il centro operativo tecnico di Parigi, rue des Archives (ex-SERTE).

## Cinema digitale
In Francia, Globecast gestisce un servizio per la consegna di copie cinematografiche digitali (DCP) alle sale cinematografiche tramite reti di telecomunicazioni terrestri.

## World TV e MyGlobeTV
Negli Stati Uniti, Globecast gestiva un bouquet televisivo via satellite con il nome di World TV e un bouquet televisivo via Internet con il nome di MyGlobeTV.

## Servizi
Applicazioni video
- Trasmissione di TV e radio

Applicazioni internet
- Distribuzione di contenuti multimediali

Applicazioni varie
- Trasmissione dati
- Videoconferenze